# لت جو (فلم)
لت جو (الإنجليزية: Let go ) هو فيلم درامي كوميدي صدر عام 2011 من بطولة ديفيد دينمان . كتبه وأخرجه بريان جيت. 

## القصة
يدور الفيلم حول الحياة المتشابكة لضابط الإفراج المشروط بالملل وثلاثة محكومين سابقين غريبي الأطوار وضعوا مؤخرًا تحت إشرافه.

## تمثيل
- ديفيد دينمان في دور والتر ديشمان
- جيليان جاكوبس في دور دارلا ديمينت
- كيفن هارت في دور كريس ستايلز
- إد أسنر في دور آرتي ساتز [2]
- سيمون هيلبرج في دور فرانك
- ماريا ثاير بدور بيث
- أوجي دورهام بدور فانيسا

## الإنتاج
تم تصويره في لوس أنجلوس ، وتم تصويره في 24 يومًا فقط.  طاقم الممثلين ، الذي يضم دينمان من المكتب وجاكوبس من المجتمع ، عملوا في مقياس أفلام SAG المستقل.  استشهد الكاتب والمخرج بريان جيت بتأثيرات من بينها دراما داستن هوفمان الزمن المستقيم . 

## إصدار
تم إصدار الفيلم في 25 أكتوبر 2011 في مهرجان أوستن السينمائي ، 31 أكتوبر 2011 في مهرجان سافانا السينمائي الدولي قبل طرحه في الولايات المتحدة في 21 أغسطس 2012. 

## روابط خارجية
- أترك (فيلم)  في قاعدة بيانات الأفلام على الإنترنت (بالإنجليزية)
- لت جو (فلم) في روتن توميتوز.